# Paula-Mae Weekes
Paula-Mae Weekes (ur. 23 grudnia 1958) – polityk państwa Trynidad i Tobago.

## Życiorys
Ukończyła prawo na Uniwersytecie Indii Zachodnich, następnie do 1993 pracowała w biurze prokuratora generalnego, by następnie rozpocząć prywatną praktykę prawniczą. W 2005 rozpoczęła pracę w sądzie apelacyjnym, gdzie pracowała aż do przejścia na emeryturę w 2016. W styczniu 2018 wysunięto jej kandydaturę na urząd prezydenta Trynidadu i Tobago – urząd ten objęła 19 marca 2018. Jej kadencja upłynęła 20 marca 2023.